# Групповая политика
Групповая политика — набор правил или настроек, в соответствии с которыми производится настройка рабочей среды приёма/передачи (Windows, X-unix и другие операционные системы с поддержкой сети). Групповые политики создаются в домене и реплицируются в рамках домена. Объект групповой политики (англ. Group Policy Object, GPO) состоит из двух физически раздельных составляющих: контейнера групповой политики (англ. Group Policy Container, GPC) и шаблона групповой политики (англ. Group Policy Template, GPT). Эти два компонента содержат в себе все данные о параметрах рабочей среды, которая включается в состав объекта групповой политики. Продуманное применение объектов GPO к объектам каталога Active Directory позволяет создавать эффективную и легко управляемую компьютерную рабочую среду на базе ОС Windows. Политики применяются сверху вниз по иерархии каталога Active Directory.
Внутри Active Directory существуют контейнеры и организационные единицы. GPO может быть применён только к последним, так как объект контейнер служит лишь для организации структуры.

## Создание групповых политик
По умолчанию в иерархии каталога Active Directory создаются две групповые политики: Default Domain Policy (политика домена по умолчанию) и Default Domain Controller’s Policy (политика контроллера домена по умолчанию). Первая из них назначается домену, а вторая — контейнеру, в состав которого входит контроллер домена. Если вы хотите создать свой собственный объект GPO, вы должны обладать необходимыми полномочиями. По умолчанию правом создания новых GPO обладают группы Enterprise Administrators (Администратор предприятия) и Domain Administrators (Администраторы домена).

## Применение групповых политик
Работая с групповыми политиками, следует учитывать, что:
- объекты GPO применяются в отношении контейнеров, а не замыкающих объектов;
- одна организационная единица может быть связан с несколькими объектами GPO;
- объекты GPO, связанные с одной и той же организационной единицей, применяются в отношении этой организационной единицы в том порядке, в котором они были назначены;
- объект GPO включает в себя две составляющие: параметры, относящиеся к компьютеру, и параметры, относящиеся к пользователю;
- обработку любой из этих составляющих можно отключить;
- наследование объектов GPO можно блокировать;
- наследование объектов GPO можно форсировать;
- применение объектов GPO можно фильтровать при помощи списков ACL.

## Разрешение конфликта двух политик
Представьте, что некоторый параметр (например, logon banner — графическая заставка при подключении) определён как в политике Р3, так и в политике P1. При этом значение параметра, заданное в политике Р3, отличается от значения, заданного в политике Р1. Какое значение будет присвоено параметру в результате применения обеих этих политик? В подобной ситуации параметру объекта присваивается значение, извлеченное из GPO, который находится к объекту ближе всего. Таким образом, в рассмотренной ситуации параметру logon banner будет присвоено значение, извлеченное из политики Р1.

## Наследование политик
Представьте, что политика Р3 содержит в себе значение параметра logon banner, в то время как политика Р1 не определяет этого параметра. В этом случае, если в отношении объекта применяются обе эти политики, рассматриваемому параметру объекта будет присвоено значение из политики Р3. Однако для контейнера SA не определено ни одной политики. Все же параметру logon banner этого контейнера будет присвоено значение из политики Р3. Мало того, в отношении этого контейнера будут в полной мере применены политики Р3 и Р1, так как контейнер SA унаследует эти политики от своих родителей.

## Применение нескольких политик в отношении одного контейнера
Представьте, что политики Р4 и Р5, в которых определяются значения самых разнообразных параметров, применены в отношении контейнера Acct. В разделе конфигурации компьютера политики Р4 членам глобальной группы Accounting (бухгалтерия) разрешается локально подключаться к любому компьютеру в контейнере Acct, а также во всех подконтейнерах этого контейнера. А в разделе конфигурации компьютера политики Р5 права группе Accounting (бухгалтерия) не назначаются. В списке политик, отображаемом на странице Group Policy (Групповая политика) в окне свойств контроллера домена, политика Р5 располагается в самом верху списка — выше политики Р4.
Политики, указанные в этом списке, применяются к объекту в порядке снизу вверх. Другими словами, политики, расположенные внизу списка, применяются в первую очередь, после чего применяются политики, расположенные выше по списку. Таким образом, при обработке рассматриваемого набора политик в отношении контейнера Acct вначале будет применена политика Р4, а затем политика Р5. Следовательно, после обработки набора политик параметр прав на локальное подключение к системе будет содержать значение из политики Р5. Таким образом, члены глобальной группы Accounting (бухгалтерия) не будут обладать правом локального подключения к компьютерам контейнера Acct и его подконтейнеров. Чтобы изменить порядок обработки политик, следует воспользоваться кнопками Up (Вверх) и Down (Вниз) в правом нижнем углу вкладки Group Policy (Групповая политика).
Windows 2000 позволяет блокировать применение некоторых разделов объекта GPO. Если политика применяется в отношении контейнера не полностью, а только частично, общее время подключения пользователя к системе уменьшается. Чем меньшее количество параметров GPO следует применить в отношении того или иного объекта, тем быстрее выполняется обработка соответствующей политики. Отключение обработки некоторых разделов политики можно выполнить отдельно для каждого из объектов GPO. Для этого следует выполнить следующие действия:
1. Откройте оснастку Active Directory — Users and Computers (Active Directory — пользователи и компьютеры). Наведите указатель на интересующий вас контейнер, откройте окно свойств этого контейнера и перейдите на вкладку Group Policy (Групповая политика).
2. Выберите объект GPO, который вы намерены модифицировать.
3. Щелкните на кнопке Properties (Свойства).
4. Здесь вы можете блокировать применение в отношении контейнера параметров политики, относящихся к конфигурации компьютера или к конфигурации пользователя.
5. После того как вы указали, применение какого из разделов GPO должно быть блокировано, на экране появится сообщение о том, что значения параметров, модифицированных благодаря данной политике, будут восстановлены в изначальное состояние. Например, если блокировать применение параметров GPO, относящихся к конфигурации пользователя, то конфигурация всех пользователей, в отношении которых действует данная политика, будет восстановлена в состояние, в котором она была до применения данной политики. В отличие от Windows 2000, операционная система NT 4.0 выполняла очистку политик некорректно. В связи с этим в NT 4.0 даже после отмены политики параметры объектов сохраняли значения, присвоенные им в процессе применения отмененной политики.

Блокирование применения одного из разделов политики настраивается для конкретного объекта GPO и действует в отношении всех контейнеров, для которых назначен этот GPO.

## Блокирование наследования политики
Windows 2000 позволяет блокировать наследование политики от родительского объекта. Например, если вы хотите, чтобы в отношении контейнера IT и всех его подконтейнеров действовали только политики, определённые на уровне IT, на странице Group Policy (Групповая политика) свойств объекта IT установите флажок Block Policy Inheritance (блокировать наследование политики). При этом политики Р1 и Р3 не будут применяться в отношении контейнеров IT Workstations и IT Servers. Блокирование наследования политик нельзя отключить для какой-либо одной политики. Если для какого-либо контейнера включено блокирование наследования политик, в отношении этого контейнера и всех его подконтейнеров перестают действовать абсолютно все политики, назначенные на более высоких уровнях иерархии каталога Active Directory.
Этот параметр может быть настроен отдельно для конкретного объекта GPO и действует в отношении всех контейнеров, для которых назначен этот GPO. Если для объекта GPO установлен флажок No Override (не отменять), значения параметров из соответствующей политики всегда будут обладать большим приоритетом при возникновении конфликтов политик вне зависимости от того, на каком уровне иерархии расположены контейнеры, к которым применяется данный GPO. Например, если вы откроете окно свойств домена shinyapple.msft и установите флажок No Override (не отменять) для политики Р1, объекты, расположенные ниже по иерархии Active Directory, всегда будут настроены в соответствии со значениями, заданными в политике Р1. При возникновении конфликта политик значениям из Р1 будет отдано предпочтение. Хорошим примером ситуации, в которой может потребоваться использование данной возможности, является применение параметров безопасности. Если для какого-либо контейнера включено блокирование наследования политик, политика, обладающая свойством No Override (не отменять), все равно будет применена, так как параметр No Override (не отменять) обладает большим приоритетом.

## Отладка процесса обработки политик и профилей
Чтобы задокументировать в журнале последовательность, в которой применяются политики и профили, следует при помощи редактора реестра добавить в ключ HKEY_LOCAL_MACHINE\Software\Microsoft\WindowsNT\CurrentVersion\Winlogon значение UserEnvDebugLevel типа REG_DWORD, которое должно быть равно 0x10002. После этого перезапустите компьютер. Журнал применения политик и профилей будет записан в файл %SystemRoot%\Debug\Usermode\Userenv.log.
Помимо объектов GPO, существующих в каталоге Active Directory, в каждой системе Windows 2000 существует также локальная политика (local policy). Локальная политика определяет параметры, в соответствии с которыми настраивается рабочая станция. Система применяет политики в определённом порядке. Сначала применяется локальная политика (Local policy), затем политика узла (Site policy), затем доменная политика (Domain policy) и, наконец, политика контейнера OU (Organizational Unit policy). Порядок применения политик часто обозначают последовательностью символов (L, S, D, OU). Если локальная политика конфликтует с политикой узла, домена или контейнера OU, она всегда проигрывает. Другими словами, в процессе применения политик локальная политика обладает наименьшим приоритетом.
Все параметры, за исключением сценариев подключения/начала работы системы и отключения/завершения работы системы, а также установки программного обеспечения (либо назначенного, либо опубликованного), обновляются каждые 90 минут с переменным смещением плюс-минус 30 минут. Обновление осуществляется по инициативе механизма обновления групповых политик, работающего на стороне клиента, который следит за тем, когда клиент последний раз выполнял обновление. В начале процесса обновления порядковые номера версий всех действующих политик сравниваются с локальными номерами версий. Если локальный и удаленный номера версий не совпадают, заново применяется вся политика. В противном случае никакого обновления не происходит. Обновление политик, действующих в отношении контроллеров доменов, выполняется каждые пять минут.

## Клиенты, которые могут использовать групповую политику
В процессе перехода на использование Windows 2000 в вашей сети наверняка будут присутствовать компьютеры, оснащенные более ранними версиями Windows. Чтобы эффективно управлять такой сетью, важно понимать, в отношении каких компьютеров будет действовать групповая политика. Далее перечисляются операционные системы, в отношении которых действует групповая политика.
- Windows 2000 & 2003 Server. Компьютеры, оснащенные операционной системой Windows 2000 Server, могут быть либо обычными членами домена Active Directory, либо контроллерами домена. Групповая политика в полной мере применяется к обеим разновидностям серверов.
- Windows 2000 & XP Professional. Групповая политика в полной мере применяется в отношении клиентских компьютеров, оснащенных Windows 2000 Professional.
- Windows NT 4.0 Workstation и Server. В отношении таких компьютеров можно применить только системные политики в стиле NT 4.0. Для создания таких политик используется редактор poledit.exe. При помощи poledit.exe администратор может создавать файлы .adm. Windows NT 4.0 не поддерживает Active Directory и не использует объектов локальной политики, поэтому в отношении компьютеров, оснащенных этой операционной системой, групповая политика не применяется.
- Windows 95 и Windows 98. Для создания системной политики в операционных системах Windows 98 и Windows 95 используется специальный редактор системной политики. Получившийся в результате редактирования файл с расширением .pol следует скопировать в каталог SysVol. Редакторы системной политики, входящие в комплект Windows 2000 и Windows NT, не совместимы с Windows 98 и Windows 95. Групповая политика Windows 2000 в отношении таких компьютеров не применяется.
- Windows NT 3.51, Windows 3.1 и DOS. Групповая политика не применяется.

## Сценарии подключения и отключения
Операционная система Windows NT позволяет назначить каждому пользователю сценарий, содержащий команды, которые необходимо выполнить при подключении данного пользователя к системе. Обычно сценарии подключения используются для начальной настройки пользовательского рабочего окружения. Помимо сценариев подключения, Windows 2000 поддерживает также сценарии отключения. Мало того, в новой операционной системе для каждого компьютера можно назначить сценарии начала и завершения работы системы. Система исполнения сценариев Windows Scripting Host (WSH) поддерживает исполнение сценариев, написанных на таких языках, как Visual Basic или Jscript, позволяющих напрямую обращаться к функциям Windows API. Рассмотрим некоторые возможности, связанные с использованием сценариев в среде Windows 2000.

### Сценарии, определённые в рамках пользовательского объекта
Такие сценарии поддерживаются в точности так же, как это было в Windows NT 4.0, и существуют в основном для обеспечения совместимости с Windows ранних версий. Клиенты Windows 2000 и Windows NT 4.0 пытаются обнаружить такие сценарии в общей папке Netlogon сервера. Если обнаружить сценарий не удалось, поиск производится в каталоге %SystemRoot%\system32\Repl\lmport\Scripts (расположение сценариев, используемое в NT 4.0). Общая папка Netlogon располагается в каталоге SysVol (sysvol\имя.домена\scripts) и автоматически реплицируется службой FRS. Репликация каталога сценариев операционной системы NT 4.0 должна быть настроена вручную.

### Сценарии, определённые в рамках групповой политики
Эти сценарии применяются в отношении контейнеров OU. Иными словами, чтобы назначить пользователю сценарий подключения или отключения, следует сделать пользователя членом контейнера OU, для которого определена политика, в рамках которой назначен сценарий подключения или отключения. Этот метод является более гибким.
Если вы переводите свою сеть на использование Windows 2000, вы также должны учитывать некоторые другие особенности, связанные со сценариями. Во многих сетях наряду с машинами Windows 2000 используются компьютеры, оснащенные более ранними версиями Windows, по этой причине рекомендуется выполнять обновление сервера, содержащего общую папку NETLOGON, в последнюю очередь. Это связано с тем, что служба репликации, используемая в Windows 2000 (FRS), не совместима со службами репликации NT. Таким образом, обновляя сеть, вы должны быть уверены в том, что абсолютно все клиенты имеют возможность доступа к папке Netlogon и сценариям подключения вне зависимости от того, какую операционную систему они используют. Следует также учитывать, что в Windows NT сценарии подключения работают в контексте безопасности пользователя. В Windows 2000 это справедливо лишь отчасти. В Windows 2000 сценарии, имеющие отношение к пользователю (подключения к системе и отключения от системы), также выполняются в контексте безопасности пользователя, в то время как сценарии, имеющие отношение к компьютеру (начала работы системы и завершения работы системы), выполняются в контексте безопасности LocalSystem.

## Делегирование прав на администрирование групповых политик
Возможность управления объектами GPO можно делегировать другим ответственным лицам. Делегирование осуществляется при помощи списков ACL. Списки ACL объекта GPO позволяют назначить в отношении этого объекта разрешения на модификацию этого GPO или на назначение GPO в отношении некоторого контейнера. Таким образом, можно запретить создание неавторизированных объектов GPO. Например, создание и модификацию GPO можно доверить группе администраторов домена, в то время как назначение этих GPO могут осуществлять администраторы отдельных контейнеров OU. Администратор контейнера OU может выбрать наиболее подходящий объект GPO и применить этот GPO в отношении любого из подконтрольных ему OU. Однако при этом он не сможет изменить содержимое этого GPO или создать новый GPO.

## Управление пользовательскими документами и кэшированием на стороне клиента
Групповая политика позволяет перенаправлять некоторые пользовательские каталоги таким образом, чтобы при обращении к ним пользователь на самом деле обращался к сетевым каталогам или определённым местам локальной файловой системы. Набор папок, которые можно перенаправить таким образом, включает в себя:
- Application data
- Desktop (Рабочий стол)
- My Documents (Мои документы)
- My Pictures (Мои рисунки)
- Start Menu (Главное меню).

Механизм перенаправления пользовательских папок является частью технологии IntelliMirror, цель которой — обеспечить доступ к рабочим файлам и конфигурационной информации вне зависимости от того, какую рабочую станцию пользователь использует для работы. Как следствие, технология Intellimirror обеспечивает сохранность пользовательских файлов и конфигурационных данных в случае, если рабочая станция пользователя выходит из строя.
Перенаправление каталогов настраивается в разделе User Configuration (конфигурация пользователя) Windows Settings (параметры Windows) Folder Redirection (перенаправление папок) объекта групповой политики. В этом разделе отображаются все ранее перечисленные папки. Чтобы перенаправить одну из этих папок в новое место, правой кнопкой мыши щелкните на её имени и в появившемся меню выберите пункт Properties (Свойства).
На вкладке Target (Цель) вы можете выбрать один из трех вариантов перенаправления пользовательской папки.
- No administrative policy specified (административная политика не назначена).
- Basic (базовый). Перенаправляет папку в новое место вне зависимости от того, к какой группе принадлежит пользователь. Новое место должно быть указано с использованием формата UNC. При указании нового места можно использовать такие переменные, как %username%. Таким образом, для разных пользователей папка может быть перенаправлена в разные каталоги, однако все эти каталоги должны располагаться в одной и той же сетевой папке общего доступа.
- Advanced (усложненный). Для разных групп пользователей можно указать разные местоположения папки. Для разных групп можно указать различные UNC-имена. Соответствующие папки могут располагаться на разных серверах.